# Râul Cernat, Râul Negru
Râul Cernat este un curs de apă, afluent al Râului Negru. 